# Reba McEntire
Reba Nell McEntire ou simplesmente Reba (McAlester, 28 de março de 1955), é uma consagrada cantora, compositora, atriz e empresária estadunidense. McEntire iniciou sua carreira artística ainda adolescente liderando uma banda colegial da cidade de Kiowa em apresentações nas rádios locais. Já como universitária, interpretou o hino nacional estadunidense diante de uma multidão em Oklahoma City, atraindo a atenção de Red Steagall, que levou-a para Nashville, Tennessee. Em 1975, McEntire fechou contrato com a Mercury Records e, dois anos mais tarde, lançou seu álbum de estreia. 
Ao integrar a MCA Nashville Records, McEntire assumiu o controle criativo de seu segundo álbum de estúdio, My Kind of Country (1984), que possuía uma temática mais tradicional dentro da música country e produziu dois singles de sucesso: "How Blue" e "Somebody Should Leave". O álbum tornou-se um divisor de águas em sua carreira, abrindo caminho ainda para outros vários álbuns de sucesso nas décadas de 1980 e 1990. Desde então, a artista lançou 29 álbuns de estúdio, dos quais 28 foram certificados em ouro ou platina pela RIAA. Frequentemente referida como "The Queen of Country" ("A Rainha do Country"), McEntire é um das artistas mais bem-sucedidas de todos os tempos, tendo vendido mais de 85 milhões de álbuns em todo o mundo. 
No início da década de 1990, McEntire investiu na carreira cinematográfica ao estrelar o faroeste Tremors (1990). Desde então, estrelou o musical Annie Get Your Gun na Broadway e sua própria sitcom Reba (2001-2007), pela qual foi indicada ao Globo de Ouro de Melhor Atriz em Série de Televisão - Comédia ou Musical.

## Biografia
Reba Nell McEntire nasceu em 28 de março de 1955, em McAlester, Oklahoma; filha de Jacqueline Smith (n. 1926) e Clark Vincent McEntire (1927–2014). Foi assim batizada em homenagem à sua avó materna, Reba Estelle Smith (1903–1970). Reba Smith era filha de Byron Williams "B.W." Brasfield (1874–1906) e Susie Elizabeth Brasfield (1871–1935). 
Seu pai e seu avô, John Wesley McEntire (1897–1976), foram ambos campeões de rodeios na cidade local. John McEntire era filho de Clark Stephen McEntire (1855–1935) e Helen Florida McEntire (1868–1947). Sua mãe havia sonhado em seguir uma carreira musical durante a juventude, abandonando tais planos para tornar-se professora, mas ainda assim ensinou aos filhos o básico de canto. Reba aprenderia a tocar violão sozinha enquanto seus irmãos mais novos dedicavam-se a compor.
Em 1974, McEntire ingressou na Universidade Estadual de Southeastern Oklahoma, planejando seguir a carreira de professora, como sua mãe. Durante este período não abandonou a carreira musical, dividindo-se entre os compromissos universitários e a vida noturna local. No mesmo ano, McEntire foi contratada para interpretar o hino nacional estadunidense durante evento de rodeio em Oklahoma City. O cantor Red Steagall, presente no evento, declarou-se impressionado com a potência vocal da jovem cantora e concordou em ajudá-la na carreira musical em Nashville. Após gravar sua primeira demo, McEntire assinou contrato com a Mercury Records em 1975.

## Carreira artística

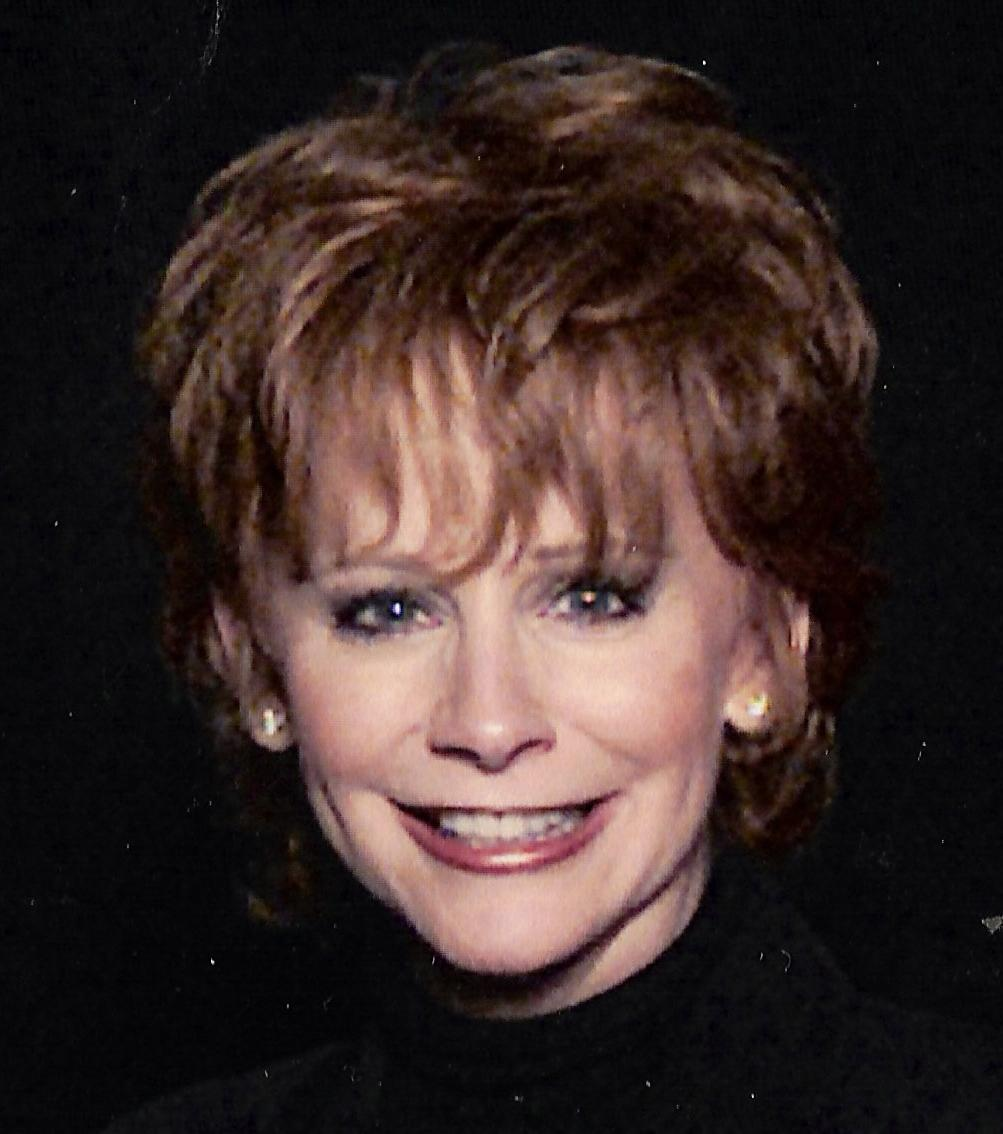
Reba McEntire in Washington, D.C.

### 1976–1983: Mercury Records
McEntire realizou suas primeiras gravações pela Mercury em 22 de janeiro de 1976, quando lançou seu álbum de estreia. Após a estreia no mesmo ano, a canção "I Don't Want to Be a One Night Stand" não conseguiu emplacar nas paradas musicais da Billboard, alcançando somente o 88º lugar. McEntire concluiu sua segunda sessão de gravação em 16 de setembro do mesmo ano, que incluiu a produção de seu segundo single "(There's Nothing Like The Love) Between a Woman and Man", que atingiu apenas o 86º lugar na parada musical. Resultado semelhante obtiveram o single "Glad I Waited Just for You". No mesmo mês, a Mercury lançou o álbum completo. O álbum destoa completamente das futuras gravações da artista, já que assemelhava-se ao material de Tanya Tucker e Tammy Wynette, de acordo com Greg Adams da AllMusic.

## Discografia
- All The Women I Am (2010)
- Keep On Loving You (2009)
- Reba Duets (2007)
- Reba # 1's (2005)
- 20th Century Masters: The Christmas Collection (2003)
- Room to Breathe (2003)
- Secret of Giving (2002)
- Greatest Hits Volume III: I'm A Survivor (2001)
- If You See Him (1998)
- So Good Together (1999)
- Merry Christmas to You (1995)
- Read My Mind (1994)
- Greatest Hits Volume II' (1993)
- It's Your Call (1992)
- For My Broken Hart (1991)
- My Kind of Country (1990)
- Greatest Hits (1990)

## Filmografia
- Que Mulher é Essa? (2001) - Dra. Green
- A Menina e o Porquinho (2006) - Betsy (voz)
- The Fox and the Hound 2 - Dixie
- Os Batutinhas (1994) - A. J. Ferguson
- O Ataque dos Vermes Malditos (1990) - Heather Gummer